# Okres Liberec
Liberec (Duits: Reichenberg) is een district (Tsjechisch: Okres) in de Tsjechische regio Liberec. De hoofdstad is Liberec. Het district bestaat uit 59 gemeenten (Tsjechisch: Obec). Deze okres is een sterk geïndustrialiseerd gebied. Op 1 januari 2007 zijn de gemeentes Jablonné v Podještědí en Janovice v Podještědí aan het district toegevoegd, daarvoor behoorden deze tot de okres Česká Lípa

## Lijst van gemeenten
De obce (gemeenten) van de okres Liberec. De vetgedrukte plaatsen hebben stadsrechten. De cursieve plaatsen zijn steden zonder stadsrechten (zie: vlek).
Bílá - Bílý Kostel nad Nisou - Bílý Potok - Bulovka - Cetenov - Černousy - Český Dub - Čtveřín - Dětřichov - Dlouhý Most - Dolní Řasnice - Frýdlant - Habartice - Hejnice - Heřmanice - Hlavice - Hodkovice nad Mohelkou - Horní Řasnice - Hrádek nad Nisou - Chotyně - Chrastava - Jablonné v Podještědí - Janovice v Podještědí - Janův Důl - Jeřmanice - Jindřichovice pod Smrkem - Kobyly - Krásný Les - Kryštofovo Údolí - Křižany - Kunratice - Lázně Libverda - Lažany - Liberec - Mníšek - Nová Ves - Nové Město pod Smrkem - Oldřichov v Hájích - Osečná - Paceřice - Pěnčín - Pertoltice - Proseč pod Ještědem - Příšovice - Radimovice - Raspenava - Rynoltice - Soběslavice - Stráž nad Nisou - Světlá pod Ještědem - Svijanský Újezd - Svijany - Sychrov - Šimonovice - Višňová - Vlastibořice - Všelibice - Zdislava - Žďárek
Česká Lípa · Jablonec nad Nisou · Liberec · Semily